# Hardap
Hardap – jeden z 14 regionów administracyjnych Namibii, ze stolicą w Mariental.

## Granice regionu
Granicą regionu na zachodzie jest Atlantyk, na północy graniczy z regionami Erongo, Khomas i Omaheke, na wschodzie jest to granica państwowa z RPA i Botswaną, a na południu region !Karas

## Podział administracyjny
Hardap dzieli się na sześć okręgów: Gibeon, Rehoboth Rural, Rehoboth Urban West, Rehoboth Urban East, Mariental Urban i Mariental Rural.